# Jacuizinho
Jacuizinho es un municipio brasilero del estado de Rio Grande do Sul. 

## Geografía
Su población estimada en 2004 era de 2.453 habitantes.